# Saint-Félix-de-Lodez
Saint-Félix-de-Lodez – miejscowość i gmina we Francji, w regionie Oksytania, w departamencie Hérault.
Według danych na rok 2006 miejscowość zamieszkiwało 1 054 osób, a gęstość zaludnienia wynosiła 240 osób/km² (wśród 1545 gmin Langwedocji-Roussillon Saint-Félix-de-Lodez plasuje się na 471. miejscu pod względem liczby ludności, natomiast pod względem powierzchni na miejscu 1039.).